# パラカネストロ・トレヴィーゾ
パラカネストロ・トレヴィーゾ（Pallacanestro Treviso）は、イタリア・トレヴィーゾを本拠地とするプロバスケットボールクラブである。
1954年創設のセリエA優勝5回を誇る強豪。1982年からはベネトンがスポンサーとなり、「ベネトン・トレヴィーゾ（Benetton Treviso）」を愛称としている。
2011年2月、スポンサーのベネトングループが2012年6月以降、プロバスケットボールからの撤退を発表。ベネトン・バスケットの名称でミニバスケットとユースのバスケットボールクラブとなる。
一方、2012年7月、デロンギグループをスポンサーとするトレヴィーゾ・バスケット（ウニヴェルソ・トレヴィーゾ・バスケット）が創設された。

## 主な成績
セリエA（5）
- 優勝: 1991–92, 1996–97, 2001–02, 2002–03, 2005–06

コッパ・イタリア（8）
- 優勝: 1992–93, 1993–94, 1994–95, 1999–00, 2002–03, 2003–04, 2004–05, 2006–07

スーペルコッパ・イタリアーナ（4）
- 優勝: 1997, 2001, 2002, 2006

コッパ・サポルタ/ユーロカップ（2）
- 優勝: 1995, 1999

## 主な歴代所属選手
- アンドレア・バルニャーニ
- トニー・クーコッチ
- ホルヘ・ガルバホサ
- ラムーナス・シシュカウスカス
- トラジャン・ラングドン